# Toletum (cràter)
Toletum és un cràter sobre la superfície de (21) Lutècia, situat amb el sistema de coordenades planetocèntriques a 90 ° de latitud nord i 204 ° de longitud est. Fa un diàmetre de 6 km. El nom va ser fet oficial per la UAI el cinc d'abril de 2011 i fa referència a Toletum, antiga ciutat romana de l'època de Lutècia, actualment actualment Toledo (Espanya).